# Nacogdoches megye
Nacogdoches megye az Amerikai Egyesült Államokban, azon belül Texas államban található. Megyeszékhelye és legnagyobb városa Nacogdoches. Lakosainak száma 64 653 fő (2020. április 1.). Nacogdoches megye Rusk, Shelby, San Augustine, Angelina és Cherokee megyékkel határos.

## Népesség
A megye népességének változása:
| Lakosok száma | 64 652 | 65 621 | 65 808 | 65 330 | 65 664 | 63 580 | 64 653 |
|               | 2010   | 2011   | 2012   | 2013   | 2015   | 2017   | 2020   |